# Ман'їрі
Ман'їрі — село, округ Пуне. Розташоване за 4 км від міста Хадапсар, належить до приміського району Пуне. В населеному пункті знаходиться залізнична станція на шляху від Пуне до Даунда.

## Принагідно
- Сеґмент нерухомості Ман'їрі
- Вікімапія [Архівовано 6 червня 2016 у Wayback Machine.]

| Індія | Це незавершена стаття з географії Індії. Ви можете допомогти проєкту, виправивши або дописавши її. |